# Aneflomorpha grandicolle
Aneflomorpha grandicolle là một loài bọ cánh cứng trong họ Cerambycidae.